# Charles Compton (7e comte de Northampton)
Charles Compton, 7e comte de Northampton (22 juillet 1737 – 18 octobre 1763) est un pair et diplomate britannique.

## Biographie
Il est le fils aîné de Charles Compton, le dernier fils de George Compton (4e comte de Northampton) et de sa femme Mary, fille unique de Berkeley Lucy, 3e baronnet. Il fait ses études à la Westminster School et va ensuite à Christ Church, Oxford. En 1758, il succède à son oncle George Compton (6e comte de Northampton) comme comte et est élu enregistreur de Northampton. L'année suivante, il obtient un doctorat en droit civil de l'Université d'Oxford et est nommé lieutenant adjoint du comté de Northamptonshire.

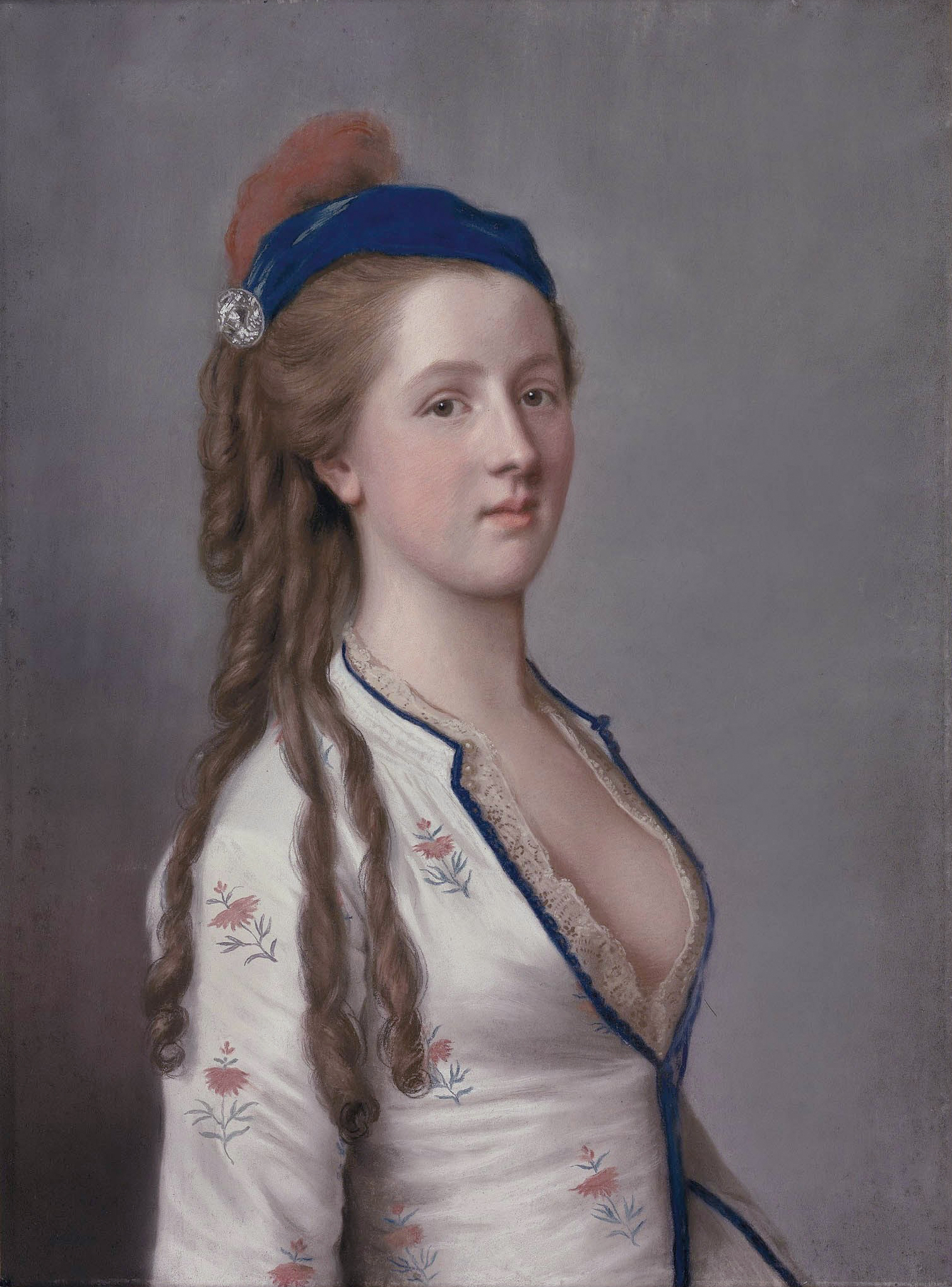
Lady Ann Somerset, comtesse de Northampton (attribué à Jean-Étienne Liotard)

En 1761, lors du couronnement du roi George III du Royaume-Uni, il est le porteur de la verge en ivoire avec la colombe. Par la suite, il est nommé ambassadeur extraordinaire et plénipotentiaire en République de Venise en mai 1763, et est décédé quelques mois plus tard.
Le 13 septembre 1759, il épouse Ann Somerset, fille aînée de Charles Somerset (4e duc de Beaufort). Leur enfant unique, Elizabeth, épouse George Cavendish (1er comte de Burlington) . Sa femme meurt à Naples en mai 1763 et Compton lui survit jusqu'en octobre, mourant à l'âge de 26 ans. Tous deux sont enterrés dans la chapelle de la famille à Compton, dans le Northamptonshire. Son frère cadet Spencer Compton (8e comte de Northampton) lui succède comme comte.